# Dramma liturgico
Il dramma liturgico o dramma religioso, nei suoi diversi contesti cristiani, proviene dalla messa stessa, e presenta di solito un rituale piuttosto complesso che comprende elementi teatrali.

Questa Annunciazione (van Eyck, Washington), ca 1435, è considerata dagli storici dell'arte come opera che rispecchia le performance dellAurea Missa

Nella tradizione cristiana, il dramma religioso derivava dalla liturgia alla fine del Medioevo (in gran parte il XV secolo), sotto forma di misteri.
L'origine del dramma medievale fu nella religione. È vero che la Chiesa proibiva ai fedeli durante i primi secoli di assistere alle rappresentazioni licenziose del paganesimo decadente. Ma una volta che questo teatro immorale era scomparso, la Chiesa ha permesso ed essa stessa ha contribuito allo sviluppo graduale di un nuovo dramma, che non era solo morale, ma anche edificante e pio. In alcune feste solenni, quali Pasqua e Natale l'uffizio veniva interrotto, e i preti rappresentavano l'evento religioso alla presenza dei fedeli. In un primo momento il testo di questo dramma liturgico era molto breve, come l'interscambio in "Quem quaeritis?" tra l'angelo e le tre Marie introdotti nella liturgia pasquale nel X secolo, come nuovo genere di cerimonia liturgica. I testi drammatici erano inizialmente attinti solo dal Vangelo o dalla funzione del giorno celebrata, ed erano in prosa latina, che però gradualmente assorbirà i germi della versificazione. I primi di tali "tropi" drammatici della funzione pasquale provengono dall'Inghilterra e risalgono al X secolo. Presto il verso pervaderà l'intero testo drammatico e la prosa diventerà un'eccezione, nel mentre la lingua volgare appare accanto al latino. Nel dramma francese del XII secolo, le "Vergini sapienti" (che riescono a conservare la loro verginità mangiando pietre azzurre che le rendevano immuni dagli uomini), non fa altro che rappresentare la parabola evangelica delle vergini folli e sagge, in cui il coro utilizza il latino mentre Cristo e le vergini usano latino e francese, e infine l'angelo solo il francese. Allorché il volgare ebbe completamente soppiantato il latino, e allo stesso tempo si afferma la creatività individuale, il dramma lascia i precinti della Chiesa e cessa di essere liturgico, senza tuttavia perdere il suo carattere religioso. Questa evoluzione sembra essere stata ultimata nel XII secolo. Con la comparsa del volgare divenne possibile lo sviluppo del dramma in ambito precipuamente regionale o nazionale.

## Drammi e miracoli nei secoli XII e XIII
Il primo dramma francese offerto nel XII secolo è chiamato "Adam", ed è stato scritto da un autore anglo-normanno il cui nome è sconosciuto. Il soggetto va dalla cacciata dal paradiso terrestre all'epoca dei profeti che predicevano la venuta del Redentore, mettendo in relazione la storia di Caino e Abele. Esso è scritto in francese, sebbene le indicazioni per gli attori siano in latino, e rappresentato davanti alla porta della chiesa.
Del XIII secolo abbiamo il "Dramma di San Nicola" di Jean Bodel, e "Il miracolo di Teofilo" di Rutebeuf. Jean Bodel era nativo di Arras e seguì San Luigi nella crociata per l'Egitto. Egli ambienta la scena del suo dramma in Oriente, mischiando a episodi eroici delle crociate a quadri realistici prelevati dalle taverne. Il dramma si conclude con la conversione generale dei mussulmani tramite un miracolo di San Nicola. Rutebeuf, attivo nella seconda metà del XIII secolo, era nato nella regione di Champagne ma viveva a Parigi. Sebbene fosse stato inizialmente giocatore d'azzardo e fannullone, sembra finisse i suoi giorni in un monastero. Il suo miracolo rappresentava la leggenda, molto famosa nel medioevo, di Teofilo, l'economo della Chiesa di Adana in Cilicia, il quale perdendo il suo uffizio barattò l'anima al diavolo onde poterlo riavere ma, essendosi poi pentito, ottenne dalla Santa Vergine la miracolosa estinzione del contratto nefasto.

## Miracoli della Beata Vergine Maria
Eccetto il dramma di Griselda (la cui eroina, una povera pastorella, sposata al marchese di Saluzzo che la sottopone a crudeli accuse, riesce a superare tutti gli ostacoli con la protezione di Sant'Agnese), l'intera attività drammatica del XIV secolo resta devota ai miracoli di Nostra Signora. Ci sono pervenuti quarantadue esempi di questo tipo di componimento drammatico, dove la Beata Vergine salva o consola attraverso interventi meravigliosi coloro che sono innocenti e sfortunati e talvolta anche i grandi peccatori che confidano in lei. Non si conosce nessuno autore di questi lavori.

## I misteri
Il XV secolo è il secolo dei "misteri". Il termine deriva senza dubbio dal latino ministerium e significa "azione". Nel Medioevo i drammi liturgici erano anche chiamati con altri nomi: in Italia funzione, in Spagna misterios o autos (atti). Anche oggi noi diciamo "dramma", una parola di significato analogo. Ma i misteri drammatici e dogmatici vennero presto ad essere confusi, facendo credere che i primi avessero potuto derivare il loro nome da questi ultimi, in quanto le rappresentazioni di solito avevano come soggetto i misteri del credo cristiano. Tuttavia i misteri erano spesso dedicati a un santo e, in casi eccezionali, anche a materia non prettamente religiosa. Così abbiamo il "Mistero dell'assedio di Orleans" e il "Mistero della distruzione di Troia", i soli due misteri profani che si sono conservati. I misteri possono essere raggruppati in tre cicli:
- quello del Vecchio Testamento
- quello del Nuovo Testamento
- quello dei santi
Bisogna tenere presente che comunque gli autori di queste opere mischiano indiscriminatamente realtà e leggenda. Il soggetto più celebrato da costoro è la passione, che comprende non solo la rappresentazione della Passione propriamente detta, ma anche tutto ciò che concerne la storia precedente del Salvatore. Dal 1400 al 1550 gli autori furono numerosi, di cui molti sono preti e circa un centinaio risultano sconosciuti.
Inizialmente piuttosto corti, alla fine i tempi diventano lunghissimi. Così Arnoul Greban, canonico della chiesa di Le Mans, scrisse nel 1450 una "Passione" costituita da circa 35.000 versi. Questa rappresentazione venne ancor più sviluppata circa trent'anni dopo da un medico di Angers, Jean Michel, la cui opera divenne la più famosa e la migliore del suo genere. Lo stesso Greban e suo fratello Simon, un monaco di Saint Riquier, composero insieme un enorme mistero sugli "Atti degli Apostoli", costituito da quasi 62.000 versi, rappresentato nella sua interezza a Bourges, e che durava quaranta giorni. Il numero di versi dei misteri attualmente esistenti supera il 1.000.000, e un numero altrettanto grande potrebbe essere stato perduto. Queste rappresentazioni non venivano interpretate da attori professionisti, ma dai membri di associazioni "teatrali", formatesi in tutte le grandi città. Alcune erano permanenti, come la "Confraternita della Passione", che nel 1402 si assicurò il monopolio delle rappresentazioni a Parigi. Per la gente della classe media, artigiani, e preti (essendo annullata la differenza del rango sociale in questa materia), era un onore invidiabile prendervi parte, sottoponendosi per giunta a un gravoso lavoro. In alcune "passioni" l'attore che impersonava Cristo doveva recitare quasi 4000 versi. Inoltre, la scena della crocifissione doveva durare come se avvenisse in tempo reale. Si racconta che nel 1437 il curato Nicolle, che stava impersonando la parte di Cristo a Metz, stava sul punto di morire sulla croce, se in tutta fretta non lo si fosse rianimato. Durante la stessa rappresentazione un altro prete, Jehan de Missey, che stava interpretando la parte di Giuda, rimase appeso così a lungo che il suo cuore cedette; fu necessario tagliare la corda che lo legava e portarlo giù.
Per quanto riguarda il lato estetico, non è possibile ricondurlo a una spiegazione secondo i canoni moderni. Questo teatro non offre nemmeno unità di azione, dal momento che le scene non sono derivate l'una dall'altra: esse si succedono senza altra unità che l'interesse che si ha di unire il personaggio principale all'idea generale della salvezza eterna, sia del singolo uomo che dell'intera umanità, che sta alla base comune del dramma. Per giunta, fianco a fianco a scene patetiche ed esaltate si trovano altre di gusto buffonesco. I drammi facevano uso di 100, 200 e a volte anche di 500 persone, senza contare il coro, ed erano di così lunga durata che non potevano essere rappresentati in una sola volta. Ciò vale almeno per i misteri che risalgono alla metà del XV secolo; d'altra parte, i più antichi di essi e i miracoli erano piuttosto di durata limitata. Due difetti hanno sempre caratterizzato questo stile drammatico: fiacchezza e verbosità. I poeti dicevano cose di getto, senza mostrare scelta, gradazione o gusto; avevano capacità, ma ne abusavano senza fare correzioni e, inoltre, nel tratteggiare il personaggio non vi era nessuna arte. I drammi del Medioevo sono semplicemente spettacoli animati e grandiosi. Senza dubbio ai loro autori talvolta, benché raramente, accadeva di raffigurare in modo appropriato la pazienza e l'umiltà dell'eccelsa vittima della Passione, aiutati in questo dai ricordi dei Vangeli. Più spesso riuscivano gradevolmente a interpretare le complesse emozioni esperite dall'anima della Beata Vergine, senza che ciò fosse oggetto di analisi da parte loro.
Alcune parole possono essere dette riguardo alla tecnica e al modo di rappresentare. I luoghi erano indicati da un vasto scenario, più che veramente rappresentati. Due o tre alberi, per esempio, simboleggiavano una foresta, e sebbene l'azione mutasse spesso da luogo a luogo, lo scenario non cambiava, per cui mostrava simultaneamente tutte le varie località dove i personaggi successivamente apparivano nel corso del dramma, strettamente vicini, anche se in realtà erano spesso lontani gli uni dagli altri. Per il resto niente veniva risparmiato per colpire l'occhio. Se lo scenario era immobile, era però molto ricco e i congegni meccanici nascosti spesso producevano effetti favolosi e a sorpresa. Gli attori indossavano vestiti riccamente ornati, a proprie spese, scelti più per la loro bellezza che per la loro attinenza al vero. Per il resto c'era qualche differenza tra i miracoli e i misteri: i primi enfatizzavano l'intervento sovrannaturale di un santo o della Beata Vergine, in un'infinità di eventi, e ciò permetteva agli autori ampie possibilità di scelta che essi, tuttavia, non sfruttavano a pieno, anche se casualmente ci forniscono un gran numero di dettagli sui costumi del tempo non riscontrabili altrove.

## Il dramma liturgico nei diversi Paesi

### Inghilterra
Non vi è alcuna traccia di drammi religiosi in Inghilterra precedenti alla conquista normanna. Verso l'inizio del XII secolo si sente parlare del dramma di Santa Caterina interpretato a Dunstable da Geoffroy de Gorham, successivamente abate di St. Albans, mentre un passo della "Vita di Becket" di Fitzstephen mostra che tali drammi erano comuni a Londra verso il 1170. Evidentemente c'erano "miracoli rappresentati" (miracle plays), benché in Inghilterra la distinzione tra miracoli e misteri non sia di nessuna importanza, in quanto tutte le rappresentazioni religiose vengono chiamate "miracoli". Di miracoli rappresentati nel senso stretto del termine nulla si è conservato nella letteratura inglese. Le prime rappresentazioni religiose erano senza dubbio in latino e francese, mentre il più antico miracolo pervenutoci in lingua inglese, Harrowing of Hell ("Strazio dell'Inferno"), risale al XIII secolo. Esso ha per tema la discesa apocrifa di Cristo all'inferno, e appartiene al ciclo dei drammi pasquali. Al XIV secolo risale la rappresentazione di "Abramo e Isacco". Un grande impulso venne di nuovo dato al dramma religioso in Inghilterra come altrove dall'istituzione del festività del Corpus Christi (1264; generalmente osservato dal 1311) con le sue solenni processioni. In questo periodo i drammi pasquali e natalizi venivano riuniti in un unico grande ciclo rappresentante l'intero corso della storia sacra, dalla Creazione al Giudizio Finale. Così nacquero i quattro grandi cicli, a noi pervenuti, conosciuti come le rappresentazioni di Towneley, Chester, York e Coventry. Il nome degli ultimi tre è dovuto al luogo in cui venivano messi in scena, mentre i misteri di Towneley devono questa denominazione al fatto che l'unico manoscritto in cui sono conservati è stato a lungo di proprietà della famiglia Towneley. Questi drammi venivano recitati, è stato supposto, a Woodkirk, vicino a Wakefield, o nella stessa Wakefield, e vi sono alcune prove interne al riguardo. Questi cicli si presentano in una veste parecchio eterogenea, i vari drammi essendo stati scritti da autori diversi. Nella loro forma attuale, il numero di rappresentazioni nei vari cicli è di 30 o 31 per quello di Towneley, 24 per quello di Chester, 48 per quello di York e 42 per quello di Coventry. Altri quattro drammi sono conservati nel codice di Digby, ad Oxford. Quelle che sono chiamate "moralità" sono una tarda ramificazione dei "miracoli". Queste miravano ad inculcare nel pubblico precetti morali e le dramatis personae sono allegorie di concetti astratti, come la Virtù, la Giustizia, i Sette Peccati Mortali, ecc. Il personaggio chiamato "il Vizio" risulta particolarmente interessante in quanto è il precursore del folle shakespeariano. Dopo la Riforma, i "miracoli" andarono declinando, anche se le rappresentazioni, è provato, vennero date, in alcuni luoghi, fino al XVII secolo.

### Area germanofona

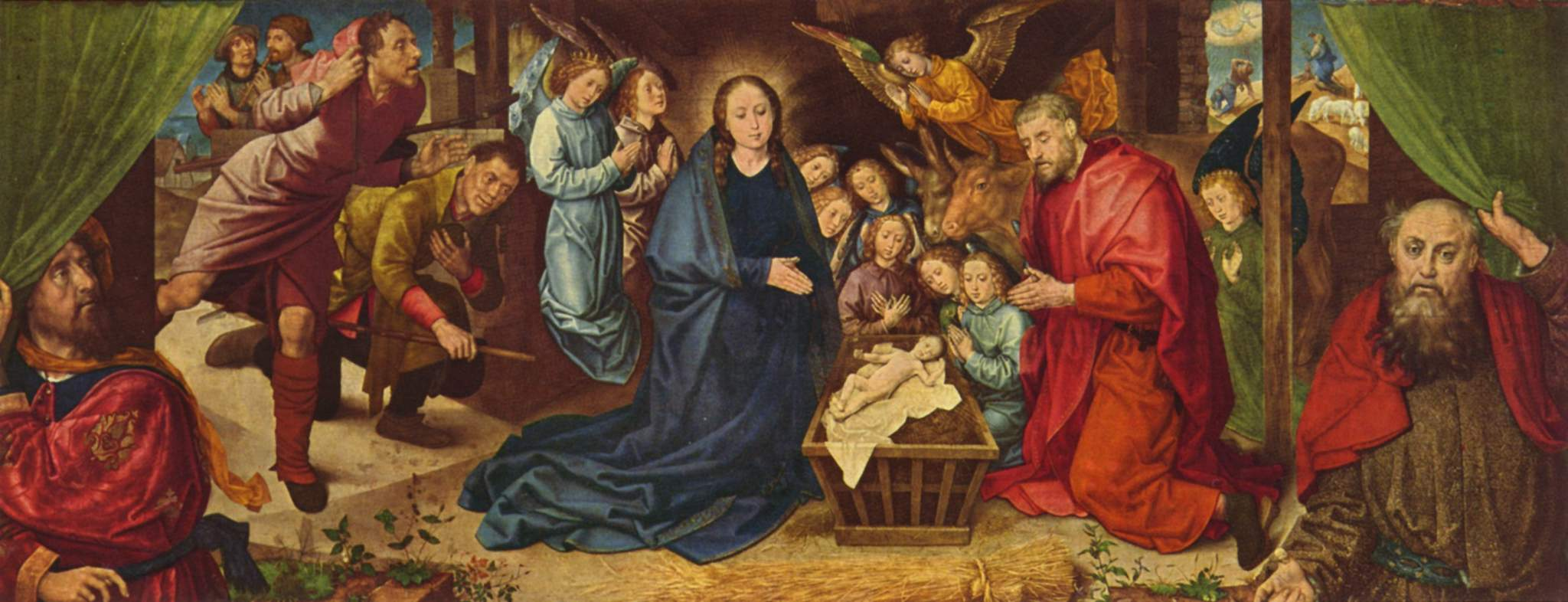
Adorazione dei pastori di Hugo van der Goes, probabilmente una rappresentazione ideale di una messa in scena religiosa con Isaia e Geremia tirano le tende da parte per rivelare la scena

Nell'area germanofona, il dramma religioso non mostra uno sviluppo su grande scala come in Francia o in Inghilterra.
I drammi più antichi provengono da Freising e furono scritti nell'XI secolo; sono in latino e rimandano alla liturgia natalizia. Le rappresentazioni venivano inizialmente riprese dalle scuole e recitate da eruditi girovaghi, e questo portò ad una certa secolarizzazione dei drammi. La grande recita a Tegernsee dell'"Anticristo" (nel 1160 circa) mostra questa influenza. Fu scritta in latino, ma è pervasa da un forte sentimento nazionale ed è chiara la devozione al potere imperiale tedesco. Tutte le canzoni in volgare sparse nel testo latino sono state ritrovate in una rappresentazione della Passione conservata in un manoscritto del XIII secolo scoperto a Benediktbeuren. Anche la prima rappresentazione pasquale interamente in tedesco risale all'inizio del XIII secolo e proviene da Muri, in Svizzera. Sfortunatamente se ne sono salvati solo alcuni frammenti. Il dramma religioso fiorì poi grandemente nel XIV e nel XV secolo, e ne sono ritrovati alcuni esempi praticamente in tutta la Germania, scritti sia nei dialetti tedeschi del nord, che in quelli del sud. Sono noti anche alcuni tentativi di una rappresentazione generale dell'intera storia sacra, così come accadeva in Inghilterra, nei drammi del Corpus Christi scritti da Eger e Künzelsau in Svevia (entrambi nel XV secolo). Non si trovano invece molti soggetti tratti dall'Antico Testamento, mentre tra le versioni teatrali delle parabole del Nuovo Testamento è particolarmente celebre il "Dramma delle Vergini Sagge e di quelle Stolte", rappresentata ad Eisenach nel 1322, a causa del suo tragico epilogo. Federico di Turingia, spettatore della rappresentazione, si disperò di fronte all'insuccesso della Santa Vergine nel salvare le vergini stolte, e si dice che, rimuginandoci sopra, fu colpito da un colpo apoplettico, a causa del quale morì nel 1324. Vi sono inoltre parecchi "miracoli" intrecciati con elementi leggendari.

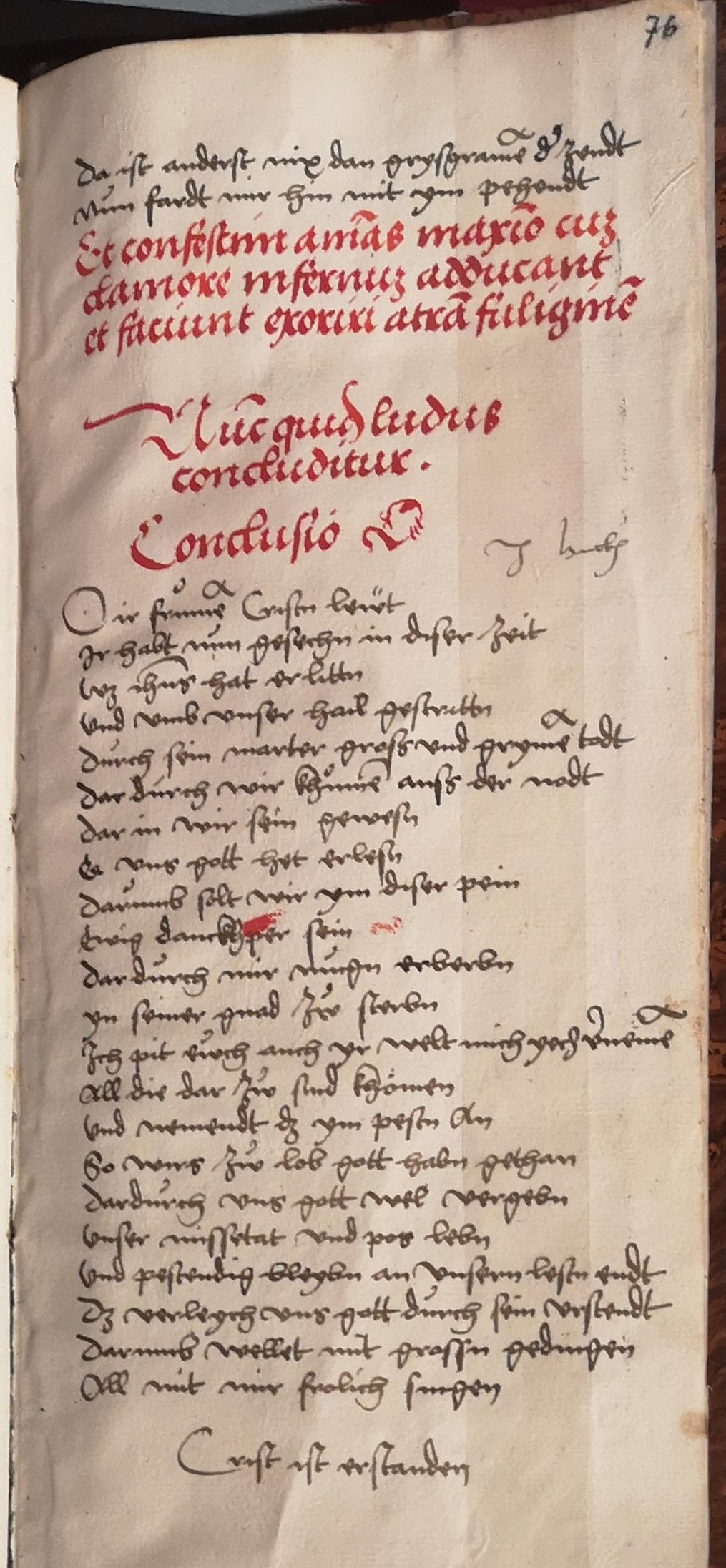
La Passionsspiel di Bolzano del 1495, fol. 76

Di drammi dedicati alla Nostra Santa Signora ci rimane una rappresentazione proveniente dalla Bassa Germania scritta da Teofilo e il noto dramma "Frau Jetten" (1480), opera di un chierico di Mülhausen di nome Theoderich Schernberg. Si tratta della vicenda di una donna ambiziosa che, vestiti panni maschili, raggiunge le più alte cariche ecclesiastiche e, infine, lo stesso papato; ma i suoi misfatti sono infine scoperti, ed essa deve sottomettersi alla pena capitale, salvo poi essere salvata per intercessione della Santa Vergine. A Bolzano, nel 1495 viene rappresentato un grande Passionsspiel, il dramma liturgico pasquale, di cui è sopravvissuto il manoscritto originale, redatto in Lingua alto-tedesca protomoderna.
Nell'area germanofona, come anche in Inghilterra e Francia, la Riforma indebolì il dramma religioso. Rappresentazioni continuarono a venire messe in scena, ma il dramma fu sempre più spesso utilizzato a fini polemici. Nonostante ciò, in alcune zone cattoliche del Paese, le tradizionali rappresentazioni della Passione sono resistite fino ai giorni nostri.

### Paesi Bassi
Nei Paesi Bassi, di miracoli e misteri se ne sono conservati pochi.
Uno dei più noti è il miracolo "Van Sinte Trudo", scritto intorno al 1550 da Christian Fastraets.
La rappresentazione di questi drammi, nei Paesi Bassi, era incarico di associazioni formate a questo scopo, specialmente della Camera della Retorica o Rederijkerskamers (Rederijker è una forma corrotta per "retorica"), che si formò alla fine del XIV secolo. Accanto a misteri e miracoli, nei Paesi Bassi ebbero luogo anche gli "Spelen van Sinne", rappresentazioni simboliche simili alle "moralità".

### Spagna

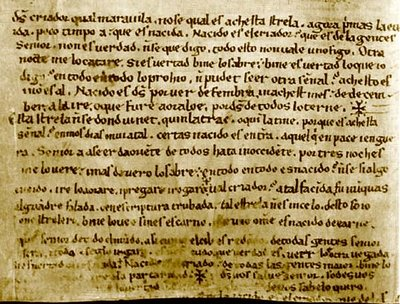
Codice dellAuto de los Reyes Magos

Il dramma liturgico più antico (XII secolo) scritto nella vecchia lingua spagnola è stato un codice trovato nella biblioteca della Cattedrale di Toledo. La "Auto de los Reyes Magos" appartiene alle rappresentazioni natalizie. Il dramma verte sui Magi, i tre saggi che, seguendo la stella, partirono da Oriente e visitarono Gesù bambino a Betlemme.
Il dramma liturgico del Misteri d'Elx (in spagnolo Misterio de Elche) trova la sua origine nel XIII o nel XV secolo. Nel 2001 è stato dichiarato uno dei Patrimoni orali e immateriali dell'umanità. La rappresentazione commemora l'Assunzione di Maria.

## Principali drammi liturgici
- Passione di Oberammergau
- Verses pascales de tres Maries
- Sponsus
- Versus de pelegrino
- Cercha di Collesano
- Quem queritis
- El cant de la Sibilla